# Stanisław Madeyski-Poray
Stanisław Madeyski-Poray, též Stanisław Jerzy Madeyski nebo Stanisław Madeyski, v německojazyčných pramenech i Stanislaus von Madeyski (24. dubna 1841 Sieniawa – 19. nebo 20. června 1910 Veli Lošinj), byl rakousko-uherský, respektive předlitavský právník, vysokoškolský pedagog a politik polského původu z Haliče, v letech 1893–1895 ministr kultu a vyučování.

## Biografie
Vystudoval právo na Lvovské univerzitě a na Jagellonské univerzitě v Krakově. Od roku 1864 nastoupil do státních služeb, na zemský soud v Krakově. V roce 1867 získal titul doktora práv. Od roku 1870 pracoval v haličském oddělení na ministerstvu spravedlnosti. V roce 1879 se na univerzitě v Krakově habilitoval v oboru rakouské civilní právo a zasedal v krakovské akademii věd. Od roku 1886 byl profesorem na krakovské univerzitě, kde v roce 1891 a 1892 působil jako její rektor. V letech 1881–1889 byl viceprezidentem, v letech 1889–1893 prezidentem Rakouské jednoty notářů.
Ve volbách do Říšské rady roku 1879 byl zvolen do Říšské rady (celostátní zákonodárný sbor), kde reprezentoval kurii venkovských obcí, obvod Bochnia, Brzesko atd. Mandát obhájil ve volbách do Říšské rady roku 1885 (nyní za velkostatkářskou kurii v Haliči), volbách do Říšské rady roku 1891, tentokrát za kurii městskou, obvod Biała, Nowy Sącz atd., přičemž ve stejném volebním obvodu obhájil poslanecké křeslo i ve volbách do Říšské rady roku 1897. Na mandát rezignoval roku 1899, protože 17. září 1899 byl povolán do Panské sněmovny (jmenovaná horní komora Říšské rady).
Od roku 1883 byl také poslancem Haličského zemského sněmu. Politicky se profiloval jako konzervativec.
Jeho kariéra vyvrcholila koncem století, když se 12. listopadu 1893 stal ministrem kultu a vyučování Předlitavska ve vládě Alfreda Windischgrätze. Na ministerském postu setrval do 19. června 1895.
Krátce poté, co se roku 1899 stal členem Panské sněmovny, složil mandát v zemském haličském sněmu a věnoval se převážně již jen práci člena říšského soudu.